# Cebaditas
Cebaditas är en ort i Mexiko.   Den ligger i kommunen Cuautepec de Hinojosa och delstaten Hidalgo, i den sydöstra delen av landet, 110 km nordost om huvudstaden Mexico City. Cebaditas ligger 2 412 meter över havet och antalet invånare är 200.
Terrängen runt Cebaditas är kuperad. Runt Cebaditas är det ganska tätbefolkat, med 56 invånare per kvadratkilometer. Närmaste större samhälle är Tulancingo, 14,5 km nordväst om Cebaditas. I omgivningarna runt Cebaditas växer huvudsakligen savannskog.